# Prewencja rentowa
Prewencja rentowa – działanie prowadzone przez  Zakład Ubezpieczeń Społecznych mające na celu leczenie ludzi pobierających od dłuższego czasu (min. 30 dni) zasiłek chorobowy lub świadczenie rehabilitacyjne i mających realną szansę na odzyskanie zdolności do pracy. Najczęściej są to ludzie cierpiący na choroby układu krążenia lub schorzenia układu ruchu. ZUS ma za zadanie wspierać ubezpieczonych, aby zminimalizować wydatki na świadczenia z tytułu niezdolności do pracy.
W tym orzeka, a następnie kieruje na rehabilitację leczniczą i pokrywa część kosztów tej rehabilitacji. Zadaniem Zakładu Ubezpieczeń Społecznych jest również przeprowadzanie badań na temat przyczyn inwalidztwa (wynikłego z tytułu wypadków przy pracy lub chorób zawodowych) oraz finansowe wspieranie badań naukowych dotyczących tych kwestii.